# Brasolândia
Brasolândia is een plaats in de Braziliaanse gemeente Unaí in de deelstaat Minas Gerais.

## Geschiedenis
In 1984 kwam er een nieuwe vestiging van emigranten uit Nederland te Unaí tot stand. Ten dele betreft dit familieleden en kennissen van emigranten die eerder in Paraná (Monte Alegre nabij Telêmaco Borba) hadden gewerkt. Hun vestiging die in 1949 was begonnen, werd in de jaren zeventig opgeheven doordat het contract met de cellulose-fabrikant Klabin afliep.